# Oxford University Press

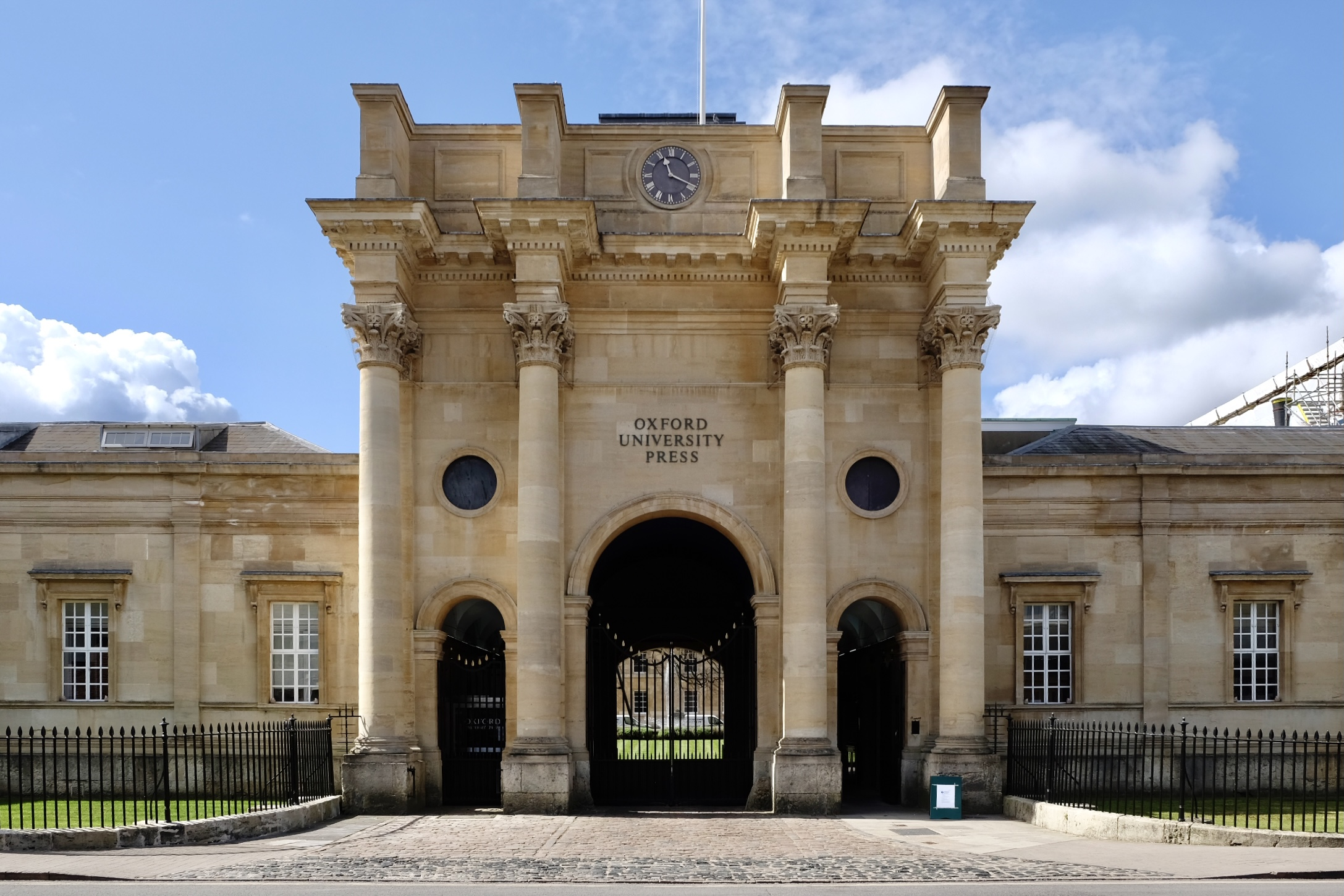
Oxford University Press Gebäude

Oxford University Press (OUP) ist der größte Universitätsverlag der Welt und Bestandteil der Universität Oxford in England. Der Verlag hat den Status der Gemeinnützigkeit und überweist 30 % des jährlichen Gewinns, mindestens 12 Mio. Pfund, an die Universität.

## Geschichte
Oxford University Press publiziert eine Vielzahl von wissenschaftlichen Arbeiten, Fach- und Lehrbüchern und ist Herausgeber von so maßgeblichen Lexika wie dem Oxford English Dictionary und dem Oxford Latin Dictionary. Viele Produkte sind heute auch in elektronischer Form verfügbar.
1586 erhielt die Universität Oxford die Rechte zum Drucken von Büchern. OUP stieg zum größten Verlag der Welt auf, nachdem der Verlag im 17. Jahrhundert die Veröffentlichungsrechte der King-James-Bibel erhalten hatte.
Die internationale Expansion des Verlags begann 1896 mit der Eröffnung eines Vertriebsstützpunkts in den Vereinigten Staaten. Heute publiziert die Oxford University Press etwa 4.500 neue Bücher pro Jahr und beschäftigt rund 4.800 Mitarbeiter in mehr als 50 Ländern.
Die Geschichte des Verlags ist in einem eigenen Museum aufgearbeitet, das in der Great Clarendon Street in Oxford gelegen ist. Dort können unter anderem ausgewählte Drucke sowie eine Druckerpresse aus dem 19. Jahrhundert besichtigt werden. Der Eintritt in das Museum ist frei.
Jedes von der Oxford University Press veröffentlichte Buch hat eine ISBN, die mit den Ziffern 0–19 beginnt. OUP ist damit einer der wenigen Verlage weltweit, die zweistellige Identifikationsnummern haben.
Oxford World’s Classics ist ein Imprint des Verlags.
Seit 1995 gibt es die kommerziell erfolgreiche Serie kurzer Einführungen Very Short Introductions.

## Clarendon Press
Ein Teil der von der Oxford University Press herausgegebenen Bücher erscheint unter dem Label „Oxford: At the Clarendon Press“.  Es wurde nach dem englischen Staatsmann Edward Clarendon (1609–1674) benannt.

## Oxford India Paper
Oxford India Paper ist ein Dünndruckpapier. Es wird auch Bibelpapier genannt, weil es für Bibelausgaben der Oxford University Press verwendet wurde.